# Cukalat
Cukalat es una unidad administrativa y pueblo de Albania. Fue municipio hasta el año 2015, cuando la reforma territorial de Albania lo incluyó en el municipio de Ura Vajgurore.
En 2011, el municipio tenía una población de 3045 habitantes.
La unidad administrativa comprende las localidades de Donofrosë, Slanicë, Cukalat, Allambres, Krotinë y Çetë.
Se sitúa 10 km al suroeste de la localidad de Ura Vajgurore, en el límite con el condado de Fier.